# 1996 AF1
1996 AF1 är en asteroid i huvudbältet som upptäcktes den 12 januari 1996 av den japanska astronomen Takao Kobayashi vid Ōizumi-observatoriet.
Asteroiden har en diameter på ungefär 6 kilometer.